# Paul Etter
Pas d'image ? Cliquez ici
Paul Etter, né le 17 septembre 1939 à Walenstadt et mort le 10 février 1985, est un alpiniste et guide suisse auteur de plusieurs premières hivernales d'envergure.

## Biographie
D'abord apprenti-boulanger, puis installé comme guide à Walenstadt à partir de 1961, Paul Etter se fait connaître après sa réussite de la première ascension hivernale du Cervin en février 1962 en compagnie de Hilti von Allmen. L'année suivante, il réalise la première descente de la face nord de l'Eiger avec Ueli Gantenbein et Sepp Henkel. Par la suite, il se spécialise davantage dans les ascensions hivernales mais réalise aussi de nombreuses premières sur des parois calcaires de sa région, en particulier dans les Churfirsten.
Paul Etter est aussi cinéaste, photographe et conférencier.

### L'accident
Le 10 février 1985, Paul Etter est tué par une avalanche lors d'une randonnée à ski dans la région du Piz Beverin.

## Premières ascensions hivernales
- 1958 - Face sud du Brisi (2 279 m) avec Seth Abderhalden
- 1962 - Face nord du Cervin en compagnie de Hilti von Allmen
- 1964 - Face nord-ouest directe du Breithorn (4 165 m) avec René Arnold et Herbert Maeder
- 1969 - Face nord du Weisshorn (4 506 m) avec Ueli Gantenbein
- 1970 - Pilier nord-est du Finsteraarhorn avec Ueli Gantenbein
- 1971 - Face est du Zinalrothorn avec Ueli Gantenbein
- 1973 - Pilier est du Grünhorn avec Ueli Gantenbein